# Sigmaxinella dendroides
Sigmaxinella dendroides är en svampdjursart som beskrevs av Thomas Whitelegge 1907. Sigmaxinella dendroides ingår i släktet Sigmaxinella och familjen Desmacellidae.
Artens utbredningsområde är havet kring Australien. Inga underarter finns listade i Catalogue of Life.